# Australodynerus aurantiacus
Australodynerus aurantiacus är en stekelart som beskrevs av Borsato 1994. Australodynerus aurantiacus ingår i släktet Australodynerus och familjen Eumenidae. Inga underarter finns listade.